# Silk Degrees
Silk Degrees är ett musikalbum av Boz Scaggs som lanserades i mars 1976 på Columbia Records. Albumet spelades in i september 1975. Det var hans sjunde studioalbum och det har förblivit hans bäst säljande skiva. Fyra framgångsrika singlar släpptes från albumet, "Lowdown", "What Can I Say", "It's Over" och "Lido Shuffle". Albumet har sålt 5 gånger platina i USA enligt RIAA. På albumet medverkar de framtida Toto-medlemmarna David Paich, David Hungate och Jeff Porcaro.

## Låtlista
(kompositör inom parentes)
1. "What Can I Say" (Boz Scaggs, David Paich) - 3:01
2. "Georgia" (Scaggs) - 3:57
3. "Jump Street" (Scaggs, Paich) - 5:14
4. "What Do You Want the Girl to Do" (Allen Toussaint) - 3:53
5. "Harbor Lights" (Scaggs) - 5:58
6. "Lowdown" (Scaggs, Paich) 5:18
7. "It's Over" (Scaggs, Paich) - 2:52
8. "Love Me Tomorrow" (Paich) - 3:17
9. "Lido Shuffle" (Scaggs, Paich) - 3:44
10. "We're All Alone" (Scaggs) - 4:14

## Listplaceringar
- Billboard 200, USA: #2[1]
- UK Albums Chart, Storbritannien: #37[2]
- Nederländerna: #15[3]